# 3,4-二羟基苯基乙二醇
3,4-二羟基苯基乙二醇是一种有机化合物，化学式为C8H10O4，它可以邻苯二酚和氯乙酰氯为原料反应制得。它和溴化苄在碳酸钾存在下于丙酮中回流反应，可以得到3,4-二苄氧基苯基乙二醇。